# Puig de l'Antiga
El Puig de l'Antiga és una muntanya de 513 metres que es troba entre els municipis d'Olesa de Bonesvalls, a la comarca de l'Alt Penedès i de Begues, a la comarca del Baix Llobregat.